# 오반석
오반석(吳反錫, 1988년 5월 20일 ~ )은 대한민국의 축구 선수이며 포지션은 센터백이다. 현재 부산 아이파크에서 활약하고 있다.

## 축구인 경력

### 선수 경력
2011 K리그 드래프트에서 제주 유나이티드에 선발되었다. 2012 시즌 주전 수비수 홍정호가 장기 부상을 입은 후 주전 자리룰 꿰찼다.
2015 시즌을 앞두고 조성환 감독이 이끄는 제주 유나이티드의 새 주장으로 선발되었다. 이후 알와슬, 무앙통 유나이티드 등에서 활약하다 2020시즌을 앞두고 K리그1 전북 현대 모터스에 입단하였으나 전북에서 한 경기도 출전하지 못한 채 2020년 7월에 인천 유나이티드로 임대되었다. 2021시즌을 앞두고 인천 유나이티드에 완전 영입 되었다.

### 국가대표팀 경력
2018년 5월 14일 2018년 러시아 월드컵 생애 첫 대한민국 축구 대표팀 발탁이 되었다.
2018년 5월 28일 대한민국 축구 국가대표팀 친선 경기 온두라스전에 정승현과 후반전에 교체투입되어 A매치 데뷔전을 가지게 되었다.
2018년 FIFA 월드컵 최종 명단에 포함되었지만, 경기에는 출전하지 못하였다.

## 수상

### 개인
- K리그 클래식 베스트 11 : 2017